# Septembre 1907

## Événements
- 3 septembre : début du règne de Duy Tân, empereur d’Annam (fin en 1916).

- 7 septembre : émeute anti asiatique dans le Chinatown de Vancouver organisée par le groupe Asiatic Exclusion League.
- 7 septembre : Traversée inaugural du paquebot Lusitania.

- 8 septembre : avec l’encyclique Pascendi Dominici Gregis, le pape confirme la condamnation du modernisme.

- 14 septembre : établissement du Parc national de Jasper.

- 17 septembre : Louis Blériot réussit un vol de 184 m de long à 18 m d'altitude sur un appareil de sa fabrication.

- 26 septembre : indépendance de la Nouvelle-Zélande.

- 29 septembre : le Giroplane n°1 de Breguet et Richet s'élève à plus d'un mètre et cinquante centimètres au-dessus du sol.

- 30 septembre : premier vol en avion d'Henri Farman sur un appareil « Voisin ».

## Naissances
- 8 septembre : 
  - Jean Aerts, coureur cycliste belge († 15 juin 1992).
  - Philip Arthur Fisher, écrivain et investisseur américain († 11 mars 2004).
- 14 septembre :
  - René Alix, organiste, chef de chœur et compositeur français († 30 décembre 1966).
  - Isnelle Amelin, femme politique française († 4 février 1994).
  - Solomon Asch, psychologue d'inspiration Gestaltiste et un pionnier de la psychologie sociale († 20 février 1996).
  - John Wexley, scénariste américain († 4 février 1985).
- 15 septembre : Fay Wray, actrice américaine d'origine canadienne († 8 août 2004).
- 20 septembre : Antoine Khoraiche, patriarche maronite d'Antioche († 19 août 1994).
- 23 septembre : Dominique Aury, écrivaine française († 30 avril 1998).
- 26 septembre : Frans Bonduel, coureur cycliste belge († 23 février 1998).
- 27 septembre : Bernard Miles, acteur britannique († 14 juin 1991).

## Décès
- 4 septembre : Edvard Grieg,compositeur et pianiste norvégien de la période romantique.
- 20 septembre : Henri Moissan (Prix Nobel de chimie 1906).